# Capoeta buhsei
Capoeta buhsei är en fiskart som beskrevs av Kessler, 1877. Capoeta buhsei ingår i släktet Capoeta och familjen karpfiskar. IUCN kategoriserar arten globalt som livskraftig. Inga underarter finns listade.